# Alejo Aspieta
Alejo Aspieta (en griego: Ἀλέξιος Ἀσπιέτης; fl. 1195-1205) fue un jefe militar y gobernador bizantino que fue capturado por los búlgaros y condujo una rebelión antibúlgara en Filipópolis (actual Plovdiv, Bulgaria) en 1205, siendo proclamado emperador por los ciudadanos.

## Biografía
Miembro de la familia Aspieta, de origen armenio, Alejo Aspieta era probablemente pariente de los generales Miguel Aspieta y Constantino Aspieta, que estuvieron activos a fines del siglo xii. Alejo aparece por primera vez en 1195, cuando era gobernador de la ciudad de Serres, y se le ordenó, por mandato del emperador Alejo III Ángelo, marchar contra la rebelión búlgaro-valaca de los hermanos Teodoro Pedro e Iván Asen. En el evento, en el verano o el otoño del mismo año, Aspieta y su ejército fueron derrotados por los rebeldes, que tomaron muchos prisioneros, incluido él mismo.
Aspieta desaparece del registro de la década siguiente, pero aparentemente fue liberado del cautiverio ya que en 1205 se menciona que se encontraba en Filipópolis (actual Plovdiv, Bulgaria). A raíz de la abrumadora victoria del zar Kaloján sobre las fuerzas del Imperio latino en la batalla de Adrianópolis el 14 de abril, la mayoría de los griegos bizantinos de Filipópolis se levantaron en oposición a la inminente conquista de su ciudad, y proclamaron a Aspieta como emperador. Kaloján inmediatamente acaudilló su ejército a la ciudad, y después de una breve resistencia, los habitantes se vieron obligados a rendirse en términos en junio. El zar, sin embargo, enfurecido por la complicidad de los griegos con los latinos, no cumplió su palabra y ejecutó a los líderes de la ciudad, incluido Aspieta, quien, según Nicetas Coniates, primero quedó boca abajo antes de ser descuartizado y arrojado a un barranco para ser devorado por los buitres.